# Винищувач шостого покоління
Винищувач шостого покоління — перспективне покоління винищувачів, в яких передбачається, що це будуть автоматизовані безпілотні комплекси, не обмежені в маневреності й швидкості «людським фактором», включені в загальну комп'ютерну систему управління бойовими діями.
1. Винищувач шостого покоління буде мати «наднизький профіль» з плавними обводами фюзеляжу і крила.
2. Всі винищувачі шостого покоління будуть мати надзвукову крейсерську швидкість. Можливо, деякі з них будуть мати гіперзвукову швидкість польоту, ці технології проходять випробування на повітряно-космічному літаку Boeing X-37. Винищувач, що розробляється компанією «Боїнг», матиме крейсерську швидкість 1,26М та плазмові стелс-технології.
3. Буде далі розвиватися маневреність машин. Винищувач шостого покоління буде мати надманевреність на надзвукових швидкостях. США має намір використовувати технології двигунів з керованим вектором тяги ± 20°, що дозволить літаку легко маневрувати на кутах атаки 60° F/A-XX[en] також буде володіти супер-маневренністю.</nowiki>
4. Можливість завдання дальнього удару. Винищувачі шостого покоління будуть мати дуже велику дальність польоту, що дозволить їм завдавати удари на «супердалеких» дистанціях. Винищувач F/A-XX буде оснащений потужною лазерною й електромагнітною зброєю, а також ракетами з гіперзвуковою швидкістю польоту.
5. Винищувач нового покоління буде інтегрований з усіма системами бойового управління й ураження — наземними, повітряними, морськими, підводними й космічними.
6. Літаки можуть використовуватися як в пілотованому, так і безпілотному режимах (F/A-XX).

США планують оснастити свої ВПС і ВМС винищувачами нового покоління в 2030-50 роках. З урахуванням бюджетних труднощів, міністерство оборони США планує відсунути термін прийняття на озброєння нових винищувачів до 2040 року.

## Перспективні розробки

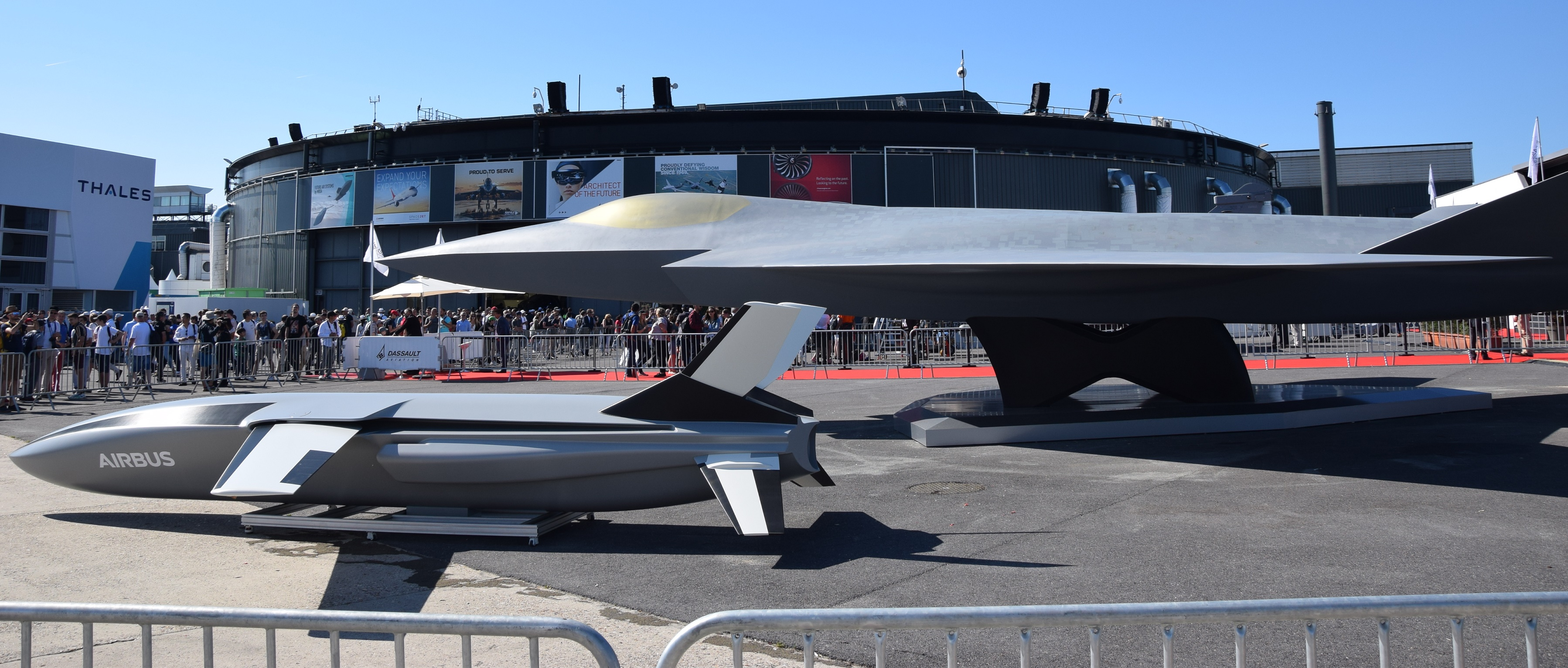

За деякими даними із російських військових мультфільмів, російська компанія «Сухой» розробляє винищувач шостого покоління зі зворотньою стріловидністю крила, яке повністю інтегровано у фюзеляж. Вертикальне оперення двокілеве. Винищувач планується оснастити радіофотонною РЛС .
Американська компанія Boeing вже розробила літак F/A-XX без вертикального оперення за схемою «літаюче крило», що нагадує бомбардувальник B-2. Винищувач буде мати двигуни зі змінним вектором тяги та буде здатний виконувати зліт і посадку на укорочені злітно-посадкові смуги.